# Gleadless Valley
Gleadless Valley – dzielnica w Sheffield, w Anglii, w South Yorkshire, w dystrykcie metropolitalnym Sheffield. W 2011 dzielnica liczyła 18 890 mieszkańców.